# Agrilus scythicus
Agrilus scythicus é uma espécie de inseto do género Agrilus, família Buprestidae, ordem Coleoptera.
Foi descrita cientificamente por Królik & Janicki, 2005.